# Reactores de muy alta temperatura

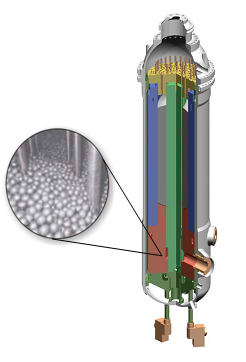
Esquema de un reactor de alta temperatura refrigerado por gas con partículas recubiertas

Un reactor refrigerado por gas de alta temperatura (HTGR por sus siglas en inglés) es un tipo de reactor nuclear refrigerado por gas que utiliza combustible de uranio y moderación de grafito para producir temperaturas de salida muy altas del núcleo del reactor. Todos los reactores HTGR existentes utilizan refrigerante de helio. El núcleo del reactor puede ser un "bloque prismático" (que recuerda un núcleo de reactor convencional) o un núcleo de "lecho de bolas". China Huaneng Group opera actualmente el HTR-PM, una central eléctrica HTGR de 250 MW en la provincia de Shandong, China.
Las altas temperaturas de funcionamiento de los reactores HTGR permiten potencialmente aplicaciones tales como la producción de calor o de hidrógeno mediante el ciclo termoquímico azufre-yodo. Un desarrollo propuesto del HGTR es el reactor de temperatura muy alta (VHTR) de la IV generación que funcionaría inicialmente con temperaturas de 750 a 950 °C. 

## Diseño del reactor

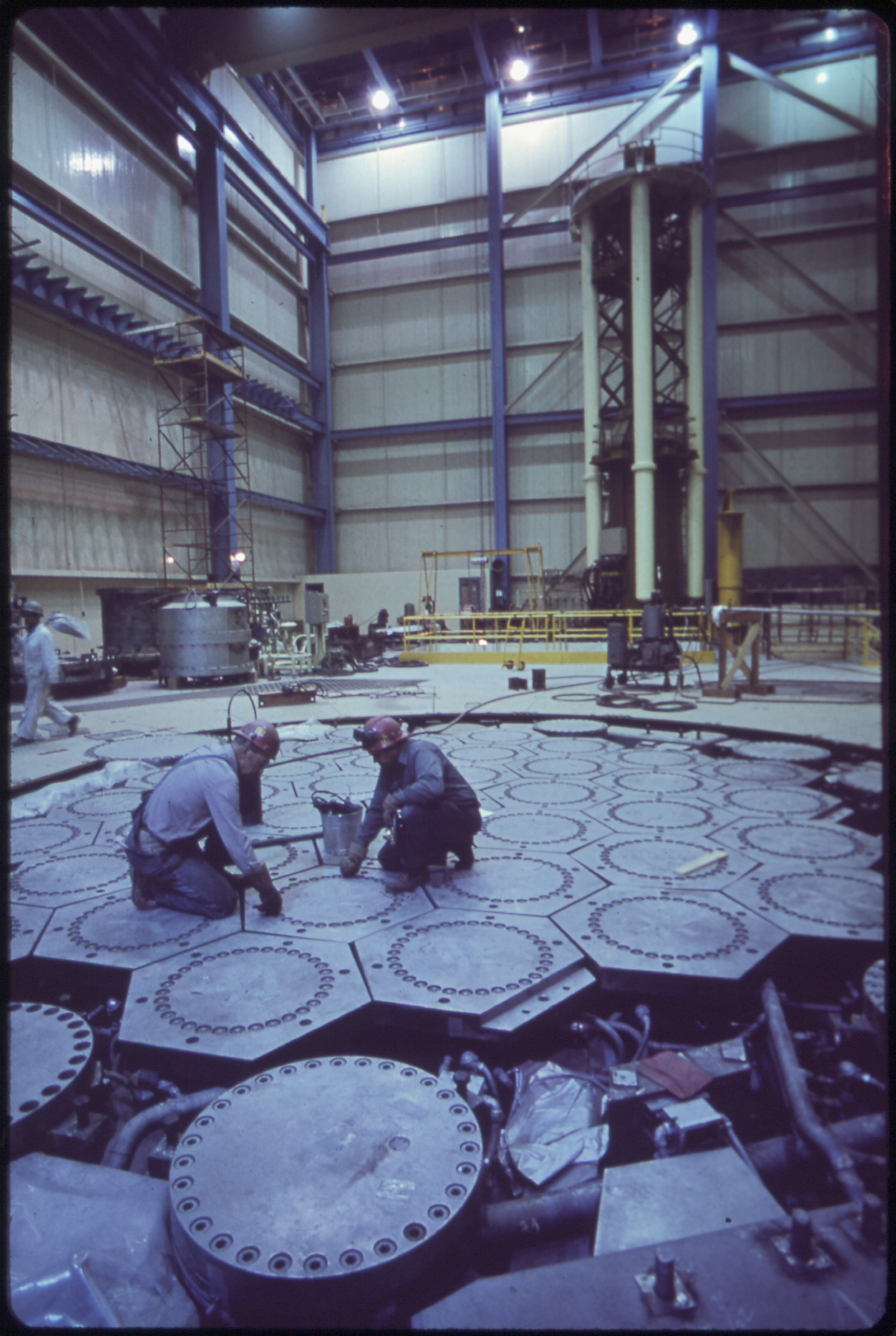
Planta de repostaje del HTGR de la planta de energía nuclear de Fort St. Vrainen, 1972.

### Moderador de neutrones
El moderador de neutrones es de grafito, aunque si el núcleo del reactor está configurado en bloques prismáticos de grafito o en bolas de grafito depende del diseño del HTGR.

### Combustible nuclear
El combustible utilizado en los HTGR son partículas de combustible recubiertas. Las partículas de combustible recubiertas tienen núcleos de combustible, generalmente hechos de dióxido de uranio, pero también existen posibilidades de carburo de uranio o de oxicarburo de uranio. El oxicarburo de uranio combina el carburo de uranio con el dióxido de uranio para reducir la estequiometría del oxígeno. Menos oxígeno puede reducir la presión interna de las partículas de combustible causada por la formación de monóxido de carbono, debido a la oxidación de la capa de carbono porosa de la partícula.Las partículas de combustible se dispersan en una bola para el diseño del lecho de bolas o se moldean en varillas que después se insertan en los bloques de grafito hexagonales. 

### Refrigerante
El helio ha sido el refrigerante utilizado en todos los HTGR hasta ahora. El helio es un gas inerte, por lo que generalmente no reacciona químicamente con ningún material.Además, exponer el helio a la radiación de neutrones no lo hace radiactivo, a diferencia de la mayoría de otros posibles refrigerantes.

### Control
En los diseños prismáticos, las barras de control se insertan en agujeros realizados en los bloques de grafito que forman el núcleo. El control también se puede conseguir añadiendo bolas que contienen absorbentes de neutrones.